# Mađari u Ukrajini
Mađari u Ukrajini  (mađarski: Ukrajnai magyarok, ukrajinski: Угорці в Україні) su peta po veličini nacionalna manjina u Ukrajini. Većina Mađara živi u Zakarpatskoj oblasti.

## Povijest
Područje Zakarpatja bilo je dio Kraljevine Ugarske od njezinog osnutka 1000. godine. Od 1867. godine Mađarska je bila sastavni dio Austro-Ugarske. Pred kraj Prvog svjetskog rata Zakarpatska regija bila je kratko dio Zapadne Ukrajinske Narodne Republike, kasnije ju je okupirala Rumunjska. Poslije toga ponovno je zauzima Mađarska u ljeto 1919. Nakon poraza preostale mađarske vojske 1919.,  Trianonskim ugovorom Zakarpatje je dodijeljeno Čehoslovačkoj te čini jednu od četiri glavne regije nove države, ostale su Češka, Moravska i Slovačka.
Tijekom Drugog svjetskog rata njemačke snage okupirale su Čehoslovačku, dok je južni dio zemlje pripao Mađarskoj. Nakon što je Slovačka proglasila neovisnost, to je učinila i Karpatska Ukrajina koja je kratko postojala, a kasnije je pripojena Mađarskoj.
Kada je sovjetska vojska 1944. godine prešla granice Čehoslovačke iz 1938., sovjetske vlasti odbile su dopustiti Čehoslovačkoj da nastaviti kontrolu nad regijom, te je u lipnju 1945. godine, predsjednik Edvard Beneš formalno potpisao ugovor o ustupanja regije Sovjetskom Savezu. Zakarpatje je tada postalo dijelom Ukrajinske Sovjetske Socijalističke Republike. Nakon raspada Sovjetskog Saveza postalo je dijelom nezavisne Ukrajine kao Zakarpatska oblast.

## Stanovništvo
Prema popisu stanovništva 2001. godine u Ukrajini živi 156.600 Mađara, od čega njih 151.500 živi u 
Zakarpatskoj oblasti.
| grad                  | stanovnika | broj Mađara | postotak |
| --------------------- | ---------- | ----------- | -------- |
| Užgorod (Ungvár)      | 115.600    | 8.000       | 6,9%     |
| Beregovo (Beregszász) | 26.600     | 12.800      | 48,1%    |
| Mukačevo (Munkács)    | 81.600     | 7.000       | 8,5%     |
| Hust (Huszt)          | 31.900     | 1.700       | 5,4%     |
| Čop (Csap)            | 8.919      | 3.496       | 39,2%    |

## Vanjske poveznice
- Kulturna federacija Mađara u Zakarpatju
- Mađarske demokratska unija u Ukrajini  Arhivirana inačica izvorne stranice od 27. ožujka 2008. (Wayback Machine)